# Phillip Lopate

Phillip Lopate (Brooklyn, Nueva York, 1943) es un escritor, crítico cinematográfico, ensayista y profesor norteamericano.

## Biografía
Lopate nació en Brooklyn, Nueva York. Después de estudiar en la Universidad de Columbia hasta 1964 y trabajar con niños durante 12 años, empezó a impartir clases de escritura creativa y literatura a estudiantes de diversas universidades, incluyendo el Bennington College, Universidad de Fordham, Cooper Union, la universidad de Houston, Universidad de Nueva York (NYU) y la School of Arts de la universidad de Columbia. También es socio de la Academia Americana de Artes y Ciencias.

## Obra
Lopate es autor de tres colecciones de ensayos: 
- Bachelorhood (1981)

- Against Joie de Vivre (1989)

- Portrait of my body (1996)

De dos novelas:
- Confessions of summer (1979)

- El mercader de alfombras (The Rug Merchant, 1987)

Dos novellas(publicadas conjuntamente bajo el título Two Marriages en la versión inglesa):
- The Stoic's Marriage (2008)

- Eleanor, or the Second Marriage (2008)

Dos colecciones poéticas:
- The eyes don't always want to be open (1972)

- The daily round (1976)

Además también ha publicado unas memorias de sus experiencias trabajando con niños, tituladas Being with children (1975). Este libro se publicó en Estados Unidos mediante la asociación de "artistas en las escuelas" llamada Teachers & Writers Collaborative.
También ha editado varias antologías, incluyendo la reciente American Movie Critics y ha ganado numerosos premios.
Escribe sobre películas, viajes, arquitectura y urbanismo para publciaciones de prestigio como The New York Times, Vogue, Esquire entre muchas otras. 
En 1998 se publicó una selección sobre sus artículos aparecidos en los medios titulada Totally Tenderly Tragically.